# Журавка (Орловская область)
Жура́вка — посёлок в Дмитровском районе Орловской области. Входит в состав Домаховского сельского поселения.

## Этимология
Посёлок получил название из-за того, что на близлежащем болоте водились и вили гнёзда на деревьях журавли.

## География
Посёлок находится на правом берегу реки Расторог, в болотистой местности, на расстоянии 13 км к западу от Дмитровска, административного центра района. Абсолютная высота — 187 м над уровнем моря.

### Часовой пояс
Посёлок Журавка, как и вся Орловская область, находится в часовой зоне МСК (московское время). Смещение применяемого времени относительно UTC составляет +3:00.

## История
Основан до революции 1917 года переселенцами из соседнего села Домаха в результате роста населения и тесноты в селе. В 1937 году в посёлке насчитывалось 30 дворов. Во время Великой Отечественной войны, с октября 1941 года по август 1943 года, находился в зоне немецко-фашистской оккупации. Бои за освобождение посёлка велись 18—21 августа 1943 года 399-й стрелковой дивизией 48-й армии.

## Население
| 1979 | 2002 | 2010 |
| ---- | ---- | ---- |
| 55   | ↘23  | ↘1   |